# Szkoła Podstawowa i Przedszkole im. Gustawa Przeczka w Trzyńcu
Szkoła Podstawowa i Przedszkole im. Gustawa Przeczka w Trzyńcu (cz. Základní škola a mateřská škola Gustawa Przeczka s polským jazykem vyučovacím v Třinci) – szkoła podstawowa z polskim językiem nauczania w Trzyńcu. Jej patronem jest od 2013 roku Gustaw Przeczek.

## Historia szkoły[2]

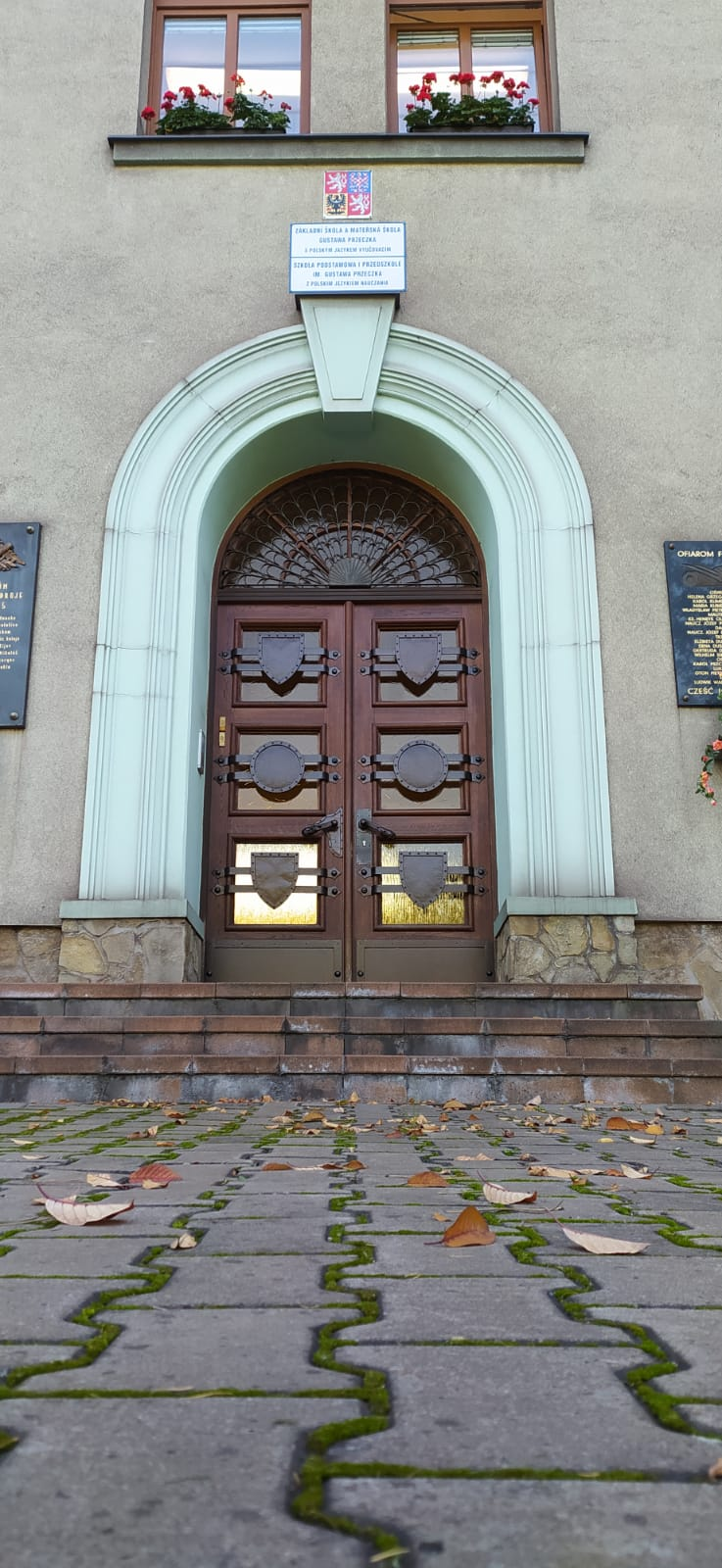
Wejście

Do połowy XIX wieku nie było szkoły w Trzyńcu, z tego względu założono w 1851 tu szkołę dla dzieci hutników trzynieckich. Była to szkoła jednoklasowa i miała charakter szkoły prywatnej. Wraz z rozwojem Huty Trzynieckiej (Třinecké železárny) doszło do wzrostu liczby ludności w Trzyńcu i szkoła się rozwijała. W połowie lat dziewięćdziesiątych była to już placówka sześcioklasowa. Wtedy uczęszczało do niej ponad 600 uczniów. W 1899/1900 podzielono dzieci według płci oraz wybudowano nowy budynek dla dziewcząt. Dotychczasowy budynek przeznaczono dla chłopców.
W 1931 roku powstała publiczna trzyklasowa Okręgowa Szkoła Wydziałowa z Polskim Językiem Wykładowym zarządzana przez dyrektora Adama Kubalę. Podczas II wojny światowej zamknięto wszystkie szkoły polskie i wprowadzono szkoły niemieckie. Po wojnie w pierwszym budynku mieścił się Urząd Gminy; odzyskano go dopiero w 1949 roku. Umieszczono w nim Szkołę Średnią, a drugi budynek przeznaczono dla Szkoły Ludowej. W 1953 przez połączenie Szkoły Średniej i Szkoły Ludowej powstaje Polska Ośmioletnia Szkoła Średnia w Trzyńcu, później Dziewięcioletnia Szkoła Średnia. 
Od 1981 nosiła nazwę Szkoła Podstawowa z Polskim Językiem Nauczania, Trzyniec, Dworcowa 10. Od 1 września 2013 oficjalna nazwa szkoły brzmi: Szkoła Podstawowa i Przedszkole imienia Gustawa Przeczka z Polskim Językiem Nauczania, Trzyniec, Dworcowa 10.
Szkoła i Przedszkole są częścią Międzynarodowej Sieci Pedagogicznej PILGRIM promującej zrównoważony rozwój w edukacji.

## Filie
- Szkoła Oldrzychowice
- Przedszkole Oldrzychowice
- Przedszkole Leszna Dolna
- Przedszkole Niebory
- Przedszkole SNP
- Przedszkole Štefánika

## Dyrektorzy
- Adam Kubala
- Gustaw Przeczek (1951–1970)
- Tadeusz Szkucik
- Anna Jeż[8]
- Jolana Kantorová[9]